# جيمس كلارك (ملحن)
جيمس كلارك (بالإنجليزية: James Clarke)‏ هو ملحن بريطاني، ولد في 15 أكتوبر 1957.

## وصلات خارجية
- جيمس كلارك على موقع ميوزك برينز (الإنجليزية)
- جيمس كلارك على موقع ديسكوغز (الإنجليزية)